# Kadua elatior
Kadua elatior är en måreväxtart som först beskrevs av Horace Mann, och fick sitt nu gällande namn av Amos Arthur Heller. Kadua elatior ingår i släktet Kadua och familjen måreväxter.
Artens utbredningsområde är Hawaii. Inga underarter finns listade i Catalogue of Life.